# Matko Mandić
Matko Mandić, hrvaški politik, * 22. september 1849, Mihotići, † 13. maj 1915, Trst.
Bogoslovje je študiral v Gorici in Trstu in bil 1874 posvečen v duhovnika. Od začetka osemdesetih let 19. stoletja je deloval kot javni delavec. V Trstu je začel kot urednik Naše sloge in jo urejal v letih 1883−1899, pozneje je tu urejal tudi hrvaški dnevnik
Balkan (1907–1908).
Deloval je v istrskem deželnem zboru (1889–1915). Leta 1907 je bil v sodnem okraju Podgrad izvoljen za hrvaško-slovenskega poslanca v dunajski državni zbor.
Nastopal je kot govornik na množičnih zborovanjih, bil predsednik društva Edinost in političnega društva za Hrvate in Slovence v Istri (1908–1912); ustanavljal in vodil je gospodarske, kulturne in podobne organizacije v Trstu in Istri.